# Molí de Puig Rosell
El Molí de Puig Rosell és un monument protegit com a bé cultural d'interès local del municipi de Calonge (Baix Empordà).

## Descripció
És un molí aïllat situat en un pujol, prop de can Peric. Té forma de torre troncocònica i consta de dues plantes. La primera està coberta amb volta esfèrica rebaixada de maons i es comunica amb la segona per una escala de pedra intramurs. El segon pis no conserva el sostre. Té una porta, amb data 1833 a la llinda, i dues finestres emmarcades amb granit. Els murs, de pedra trencada agafada amb argamassa fan una amplada de 1.50 m.. A l'interior no es conserva el mecanisme i està ple de runa.

## Història
Se l'anomena el Molí de Vent per antonomàsia i actualment és l'únic que es conserva a Calonge. Estava destinat a la molta de cereals. No conserva les quatres aspes, ni les moles, les quals es desmuntaren per aprofitar-les pel molí hidràulic de can Casals, però degut a un accident es llençaren pendent avall quedant destruïdes.